# The Thinking Man’s Trombone
The Thinking Man's Trombone — альбом американського джазового тромбоніста Ела Грея, випущений у 1960 році лейблом Argo.

## Опис
На цій сесії тромбоніст Ел Грей грає з іншими сайдменами гурту Каунта Бейсі (доданий Едді Хіггінс на фортепіано), виконуючи три стандарти і композиції Френка Фостера, Теда Джонса і свої власні. Грей грає разом з трубачем Джо Ньюменом, тенор-саксофоністом Біллі Мітчеллом і колегою тромбоністом Бенні Пауеллом. Серед сету найбільше виділяються композиції «Salty Papa», «Don't Cry Baby», «King Bee» та чудова версія «Tenderly», в якій духові грають а капела.
Альбом вийшов у 1960 році на лейблі Argo.

## Список композицій
1. «Salty Papa» (Ел Грей) — 5:50
2. «Don't Cry Baby» (Джеймс Прайс Джонсон, Сол Берні, Стелла Ангер) — 2:24
3. «Stranded» (Френк Фостер) — 5:30
4. «Rompin'» (Френк Фостер) — 4:00
5. «King Bee» (Ел Грей) — 6:14
6. «When I Fall In Love» (Віктор Янг) — 2:32
7. «Al-amo» (Тед Джонс) — 5:25
8. «Tenderly» (Джек Лоуренс, Волтер Гросс) — 2:24

## Учасники запису
- Ел Грей, Бенні Пауелл — тромбон
- Біллі Мітчелл — тенор-саксофон
- Чарлі Фаулкс — баритон-саксофон
- Джо Ньюмен — труба
- Фредді Грін — гітара
- Ед Хіггінс — фортепіано
- Ед Джонс — контрабас
- Сонні Пейн — ударні

Технічний персонал
- Джек Трейсі — продюсер
- Рон Мало — інженер
- Дон Бронстайн — обкладинка
- Джон Хендрікс — текст